# Mieczysław Gajewski
Mieczysław Gajewski (ur. 24 marca 1920 w Łopatkach, zm. ?) – polski działacz komunistyczny, poseł na Sejm PRL IV i V kadencji.

## Życiorys
Syn Józefa i Anieli. Uzyskał wykształcenie średnie, z zawodu technik ekonomista. W marcu 1945 wstąpił do Polskiej Partii Robotniczej. W 1947 został sekretarzem koła tej partii w Łopatkach i Komitetu Gminnego w Buczku. W 1948 wraz z PPR przystąpił do Polskiej Zjednoczonej Partii Robotniczej, zostając sekretarzem podstawowej organizacji partyjnej w cegielni w Łopatkach i członkiem Komitetu Gminnego w Buczku. Obie funkcje pełnił do 1949, kiedy został instruktorem Wydziału Rolnego Komitetu Powiatowego partii w Łasku, będąc nim do 1950. W latach 1950–1952 zasiadał w plenum i egzekutywie KP w Łasku, a także był jego sekretarzem (do 1951 II, a następnie I). Od stycznia do sierpnia 1953 sprawował funkcję I sekretarza KP PZPR w Piotrkowie Trybunalskim. W maju tego samego roku zasiadł w Komitecie Wojewódzkim partii w Łodzi. Ponadto w latach 1953–1955 był członkiem egzekutywy Komitetu Uczelnianego PZPR w Szkole Partyjnej. Następnie przez 10 lat pełnił funkcję I sekretarza KP PZPR w Kutnie. W 1965 i 1969 uzyskiwał mandat posła na Sejm PRL w okręgach Kutno i Tomaszów Mazowiecki. Przez dwie kadencje zasiadał w Komisji Obrony Narodowej oraz w Komisji Wymiaru Sprawiedliwości.

## Odznaczenia
- Krzyż Kawalerski Orderu Odrodzenia Polski
- Złoty Krzyż Zasługi
- Odznaka 1000-lecia Państwa Polskiego (1966)[1]